# Coelambus parallelogrammus
Coelambus parallelogrammus is een keversoort uit de familie van de waterroofkevers (Dytiscidae). De wetenschappelijke naam van de soort is voor het eerst geldig gepubliceerd in 1812 door Ahrens.